# Warren Avis
Warren Edward Avis (Bay City, 4 agosto 1915 – Ann Arbor, 24 aprile 2007) è stato un imprenditore e aviatore statunitense.
È stato il fondatore della società di noleggio automobili Avis Rent a Car System.
Pilota di aerei durante la seconda guerra mondiale, ebbe l'idea di fondare la sua impresa - come amava raccontare - quando, atterrando col suo aereo, non trovava un mezzo che lo portasse in città.
Aprì i suoi primi due punti di noleggio negli aeroporti di Miami e Ypsilanti, con 200 mezzi e due impiegati, nel 1946. Vendette la società per 8 milioni di dollari nel 1954.
Il suo nome è nell'Automotive Hall of Fame dal 2000.
Si occupò in seguito del settore elettronico con la Avis Enterprises.